# Verner Lička

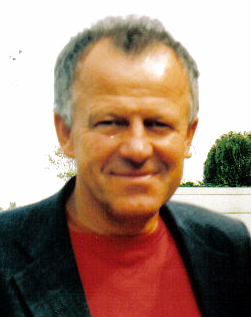
Werner Lička

Werner Lička, född 15 september 1954 i Hlučín, är en tjeckisk fotbollstränare och före detta spelare (anfallare). Mellan 1978 och 1983 spelade han 28 matcher och gjorde 9 mål för det tjeckoslovakiska landslaget. På klubblagsnivå representerade han bland andra Banik Ostrava, FC Grenoble och Germinal Ekeren.